# Clerks (serie animata)
Clerks, noto anche come Clerks: The Animated Series, è una sitcom animata statunitense del 2000, creata da Kevin Smith.
Tratta dal film Clerks - Commessi di Kevin Smith del 1994, la serie è stata trasmessa per la prima volta negli Stati Uniti su ABC dal 31 maggio 2000 al 7 giugno 2000 (due episodi) e pubblicata interamente in DVD il 20 febbraio 2001, per un totale di 6 episodi su una stagione. In seguito è stata replicata su Comedy Central con gli episodi inediti trasmessi tutti il 14 dicembre 2002.

## Trama
La serie è incentrata sulle continue avventure degli impiegati Dante e Randal, mentre cercano di trarre il meglio dal loro umile lavoro senza l'aiuto dei due spacciatori Jay e Silent Bob.

## Episodi
| Stagione       | Episodi | Prima TV USA | Prima TV Italia |
| -------------- | ------- | ------------ | --------------- |
| Prima stagione | 6       | 2000-2002    | inedita         |

## Personaggi e doppiatori

### Personaggi principali
- Dante Hicks, doppiato da Brian O'Halloran.
- Randal Graves, doppiato da Jeff Anderson.
- Jay, doppiato da Jason Mewes.
- Silent Bob, doppiato da Kevin Smith.

### Personaggi ricorrenti
- Leonardo Leonardo, doppiato da Alec Baldwin.
- Mr. Plug, doppiato da Dan Etheridge.
- Giggling Girl, doppiata da Tara Strong.
- Fanboy, doppiato da Walt Flanagan.
- Steve-Dave Pulasti, doppiato da Bryan Johnson.
- Charles Barkley, doppiato da Charles Barkley.
- Narratore, doppiato da Kevin Michael Richardson.

## Produzione
La serie è stata prodotta dalla Miramax e View Askew Productions in associazione con Touchstone Television ed è la seconda serie animata per adulti dopo The PJs, ma è stata anche la prima e unica serie animata per adulti prodotta in associazione con la Disney Television Animation, che non è stata accreditata. Secondo Kevin Smith e Scott Mosier l'idea di creare la serie animata fu nel 1995, quando Mosier affermò di voler distribuire la serie su HBO, Fox, The WB o altre reti. Furono richiesti 13 episodi dalla UPN, tuttavia l'offerta è stata rifiutata in favore della trasmissione su ABC.
Nel 2000 furono trasmessi due episodi su ABC prima che la serie fosse cancellata. Ci furono numerosi fattori che contribuirono alla cancellazione, così la ABC non rese più disponibile la serie. Il secondo episodio andò in onda senza una scena dal titolo Flintstone's List.
L'intera serie è stata successivamente trasmessa su Comedy Central il 14 dicembre 2002. Nel 2008, la serie è stata replicata su Adult Swim di Cartoon Network. È stata classificata TV-PG durante la sua messa in onda su ABC, tuttavia è stata rivalutata TV-MA quando è passata su Comedy Central.

## Distribuzione

### Trasmissione internazionale
- 31 maggio 2000 negli Stati Uniti su ABC;
- 13 dicembre 2000 in Australia su Seven Network;
- 14 dicembre 2002 negli Stati Uniti su Comedy Central;
- 2006 nel Regno Unito su ITV 4;

### Edizioni home video
| Stagione       | Episodi | Data di pubblicazione DVD | Data di pubblicazione DVD | Data di pubblicazione DVD |
| Stagione       | Episodi | Regione 1                 | Regione 2                 | Regione 4                 |
| -------------- | ------- | ------------------------- | ------------------------- | ------------------------- |
| Prima stagione | 6       | 20 febbraio 2001          | N/A                       | N/A                       |